# Titanoecidae
Titanoecidae Lehtinen, 1967 è una famiglia di ragni appartenente all'infraordine Araneomorphae.

## Caratteristiche
Costruiscono ragnatele di consistenza lanosa e fibrosa. Sono di dimensioni medie e di colore piuttosto scuro, di solito bruno o marrone. Sono ragni provvisti di cribellum.

## Habitat
Varie specie sono state trovate in alta montagna, 2000-3000 metri di altitudine, con un'ampia diffusione.

## Distribuzione

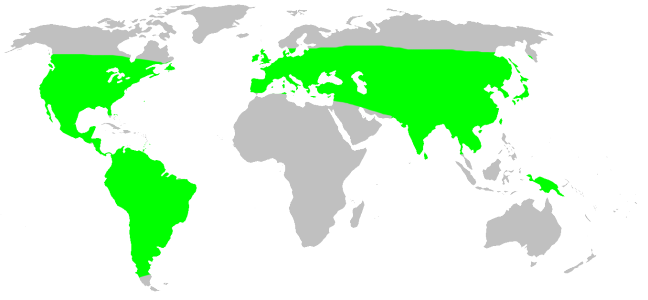
Titanoecidae, distribuzione

Il genere principale è Titanoeca. La maggior parte delle specie è diffusa nelle Americhe. Non mancano comunque alcune specie più tipicamente europee ed asiatiche.

## Tassonomia
Fino al 1967 erano parte della famiglia Amaurobiidae.
Attualmente, a novembre 2020, si compone di 5 generi e 54 specie:
- Anuvinda Lehtinen, 1967 — India
- Goeldia Keyserling, 1891 — Messico, America meridionale
- Nurscia Simon, 1874 — dall'Europa all'Asia
- Pandava Lehtinen, 1967 — dallo Sri Lanka alla Cina, Nuova Guinea, Isole Marchesi (Polinesia francese)
- Titanoeca Thorell, 1870 — Regione olartica